# تامارا پرس
تامارا پرس (به روسی: Тамара Пресс - Tamara Press) (زادهٔ ۱۰ مهٔ ۱۹۳۷ – درگذشتهٔ ۲۶ آوریل ۲۰۲۱) ورزشکار زن رشتهٔ دو و میدانی اهل اتحاد شوروی بود. وی در بین سال‌های ‎۱۹۶۰ تا ۱۹۶۴ میلادی در مسابقات بازی‌های المپیک تابستانی در مجموع ۴ مدال، شامل ۳ مدال طلا و ۱ نقره را کسب کرد.

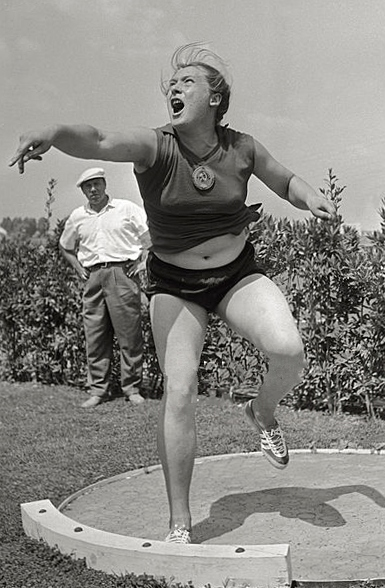